# واين هولمز
واين هولمز (بالإنجليزية: Wayne Holmes)‏ هو مصارع رياضي أمريكي، ولد في 29 يوليو 1950 في كولومبوس في الولايات المتحدة.

## وصلات خارجية
- واين هولمز على موقع أوليمبيديا (الإنجليزية)